# Torrent (Valencia)
Torrent (spanisch Torrente) ist die größte Stadt in der Comarca Horta Oest und die fünftgrößte der spanischen Autonomen Gemeinschaft Valencia. Sie hat 89.401 Einwohner (Stand: 2024), liegt neun Kilometer entfernt vom Stadtzentrum Valencias und ist mit diesem über die Metro Valencia verbunden. Sie ist Hauptstadt der Mancomunidad Intermunicipal de l’Horta Sud.
Die Amigonianer, eine römisch-katholische Ordensgemeinschaft, wurden am 12. April 1889 vom spanischen Kapuzinerpater Luis Amigó in Torrent gegründet.

## Persönlichkeiten
- Paco Alcácer (* 1993), Fußballspieler
- Vicente Guaita (* 1987), Fußballspieler
- Pedro López Muñoz (* 1983), Fußballspieler